# Waldemar Kamiński
Waldemar Kamiński (ur. 30 sierpnia 1969 roku w Lublinie) - były polski piłkarz, występujący na pozycji napastnika.

## Sukcesy
- 1987/1988 I liga polska (Górnik Zabrze)